# NGC 2516
NGC 2516（Caldwell 96、Melotte 82）は、りゅうこつ座内とびうお座の近くに位置する散開星団である。1751年から1752年にニコラ・ルイ・ド・ラカーユによって発見された。

## 概要
明るいが歴史的に名前のなかった星団には、ニュージェネラルカタログで2516番、カルドウェルカタログで96番の番号が与えられた。星団そのものは、暗い空では裸眼でも容易に見ることができる。2つの美しい5等星の赤色巨星と3つの二重星を含む。二重星は、全て8等星から9等星で、5から10秒離れて見え、見分けるには小さな望遠鏡が必要である 。
NGC 2516と近年近くに発見された星団Mamajek 2は同じような年齢と金属量である。最近、E. Jilinksiらによって、これら2つの星団は、約1億3500万年前に同じ星形成コンプレックスで形成されたことを示唆する運動学的な証拠が示された。

## 関連文献
- Burnham, Robert. Burnham's Celestial Handbook. Dover, 1978. ISBN 0-486-23567-X.